# 维克托·佩洛
维克托·佩洛（英語：Victor Perlo，1912年5月15日—1999年12月1日），美国左翼经济学家之一。

## 生平
出生于美国纽约的一个知识分子家庭。20世纪30年代毕业于哥伦比亚大学后不久即加入美国共产党并供职于美国政府。先后服务于布鲁金斯学会、美国商务部与美国财政部等处。1948年曾参加美国民主党总统助选活动。20世纪60年代后期，他广泛参与反对越南战争等社会活动。
1999年病逝于美国纽约。